# ORC6

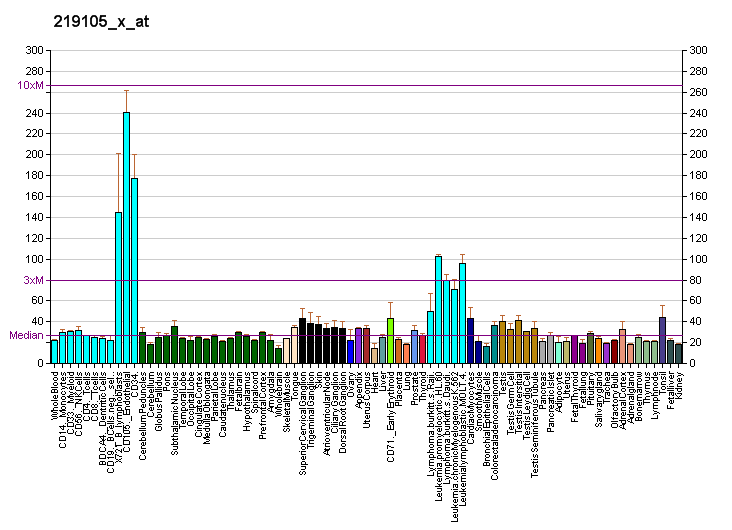
Patrón de expresión genética del gen ORC6L.

Reconocimiento Origen subunidad complejo 6 es una proteína que en los humanos está codificada por el ORC6 (ORC6L) gen .

## Antecedentes
El complejo de reconocimiento de origen (ORC) es un complejo proteico de seis subunidades altamente conservado esencial para el inicio de la replicación del ADN en células eucariotas. Los estudios en levadura demostraron que la ORC se une específicamente a los orígenes de la replicación y sirve como plataforma para el ensamblaje de factores de iniciación adicionales como las proteínas Cdc6 y Mcm.

## Función
La proteína codificada por este gen es una subunidad del complejo ORC. Se ha demostrado que esta proteína y ORC1 están débilmente asociadas con el complejo central que consiste en ORC2, -3, -4 y -5. Los estudios de silenciamiento de genes con pequeños ARN de interferencia demostraron que esta proteína juega un papel esencial en la coordinación de la replicación y segregación cromosómica con la citocinesis.

## Interacciones
Se ha demostrado que ORC6 interactúa con MCM5, ORC2, proteína de replicación A1,  ORC4,  DBF4,  ORC3,   proteína relacionada con CDC45,  MCM4  y proteína quinasa relacionada con el ciclo 7 de división celular . 